# Bobulești, Florești
Bobulești este un sat din cadrul comunei Gura Camencii în raionul Florești, Republica Moldova. Este amplasat în valea Răutului.
În preajma satului au fost efectuate cercetări arheologice. Aici au fost descoperite osemintele boierului și ale soției sale care stăpâneau satul.
Moara din sat este un obiectiv turistic datorită vechimii sale.

## Demografie
Conform recensământului din anul 2004, populația este de 831 de locuitori, dintre care 393 bărbați și 433 femei. 821 de săteni s-au declarat moldoveni/români, 6 ucraineni, 2 ruși, 1 bulgar și 2 alte naționalități.